# Manuel Gasparini
 (novembre 2019).
Pour les articles homonymes, voir Gasparini.
Manuel Gasparini est un footballeur italien né le 19 mai 2002 à San Daniele del Friuli. Il joue au poste de gardien de but à l'Udinese Calcio.

## Biographie

### En sélection
Avec les moins de 17 ans, il participe au championnat d'Europe des moins de 17 ans en 2019. Lors de cette compétition, il officie comme gardien remplaçant et ne joue qu'un seul match, face à l'Espagne. Les joueurs italiens s'inclinent en finale face aux Pays-Bas.

## Palmarès
- Finaliste du championnat d'Europe des moins de 17 ans en 2019 avec l'équipe d'Italie des moins de 17 ans